# Жандр, Николай Павлович
Никола́й Па́влович Жандр (1818—1895) — русский морской офицер, писатель, поэт, драматург и переводчик Байрона; племянник А. А. Жандра.

## Биография
Происходил из русского дворянского рода Жандр. Сын чиновника.
Окончил Морской кадетский корпус (1834—1836). Служил на Черноморском и Балтийском флоте. С 1843 адъютант, затем старший адъютант при дежурном генерале Главного морского штаба.
С 1851 на статской службе в Департаменте уделов, затем директор Киево-Межигорской фаянсовой фабрики (1853—1856), позднее инспектор церковных построек в Северо-Западном крае. С 1867 в отставке.
Дочь — публицист Варвара Никитина.

## Литературная деятельность
Дебютировал в печати переводом первой песни «Дон Жуана» Байрона (1846) и двух стихотворений из «Еврейских мелодий» (1847). По причине отрицательных отзывов длительное время воздерживался от публикации своих произведений. В 1864 издал роман в стихах «Свет. Роман минувшей жизни».
Автор стихотворений, трагедии «Нерон» (1869, постановка в Александринском театре с музыкальным сопровождением, написанным А. Н. Серовым; издана 1870), исторической драмы «Марфа Посадница» (1873; отдельное издание 1874).
«Полное собрание сочинений» (т. 1—2, Санкт-Петербург, 1888) включило стихотворения (т. 1), поэмы и стихотворные сказки (т. 2); ввиду анахронизма не обратило на себя внимания и вызвало лишь один отрицательный отзыв.